# Liste bemannter Missionen zur Raumstation Saljut 6
Dies ist die Liste bemannter Missionen zur Raumstation Saljut 6.
Saljut 6 wurde am 29. September 1977 gestartet und war die erste wiederauftankbare Raumstation.
Daher hatte sie eine längere Nutzungsdauer und blieb fast 5 Jahre im All, bis sie am 29. Juli 1982 verglühte. Insgesamt besuchten 16 Mannschaften Saljut 6. Insgesamt war die Station an 685 Tagen besetzt.
In der folgenden Tabelle steht „K“ für den Kommandanten, „BI“ für den Bordingenieur. EO (russisch ЭО, Экспедиция Основная) bedeutet Stammmannschaft, EP (russisch ЭП, Экспедиция Посещения) Besuchsmannschaft.
| Datum              | Raumschiff                        | Raumschiff                        | Besatzung                                                               | Besatzung                                                                              |
| ------------------ | --------------------------------- | --------------------------------- | ----------------------------------------------------------------------- | -------------------------------------------------------------------------------------- |
| 9. Oktober 1977    | Sojus 25 Andockmanöver misslungen |                                   | Wladimir Kowaljonok (K) Waleri Rjumin (BI)                              |                                                                                        |
| 11. Oktober 1977   | Sojus 25 Andockmanöver misslungen |                                   | Wladimir Kowaljonok (K) Waleri Rjumin (BI)                              |                                                                                        |
| Unbesetzt          |                                   |                                   |                                                                         |                                                                                        |
| 10. Dezember 1977  | Sojus 26                          |                                   | Saljut 6 EO-1 Juri Romanenko (K) Georgi Gretschko (BI)                  |                                                                                        |
| 10. Januar 1978    | Sojus 26                          | Sojus 27                          | Saljut 6 EO-1 Juri Romanenko (K) Georgi Gretschko (BI)                  | Saljut 6 EP-1 Wladimir Dschanibekow (K) Oleg Makarow (BI)                              |
| 16. Januar 1978    | Sojus 26                          | Sojus 27                          | Saljut 6 EO-1 Juri Romanenko (K) Georgi Gretschko (BI)                  | Saljut 6 EP-1 Wladimir Dschanibekow (K) Oleg Makarow (BI)                              |
| 2. März 1978       | Sojus 28                          | Sojus 27                          | Saljut 6 EO-1 Juri Romanenko (K) Georgi Gretschko (BI)                  | Saljut 6 EP-2 Alexei Gubarew (K) Vladimír Remek (BI) – ČSSR                            |
| 10. März 1978      | Sojus 28                          | Sojus 27                          | Saljut 6 EO-1 Juri Romanenko (K) Georgi Gretschko (BI)                  | Saljut 6 EP-2 Alexei Gubarew (K) Vladimír Remek (BI) – ČSSR                            |
| 16. März 1978      |                                   | Sojus 27                          | Saljut 6 EO-1 Juri Romanenko (K) Georgi Gretschko (BI)                  |                                                                                        |
| Unbesetzt          |                                   |                                   |                                                                         |                                                                                        |
| 15. Juni 1978      | Sojus 29                          |                                   | Saljut 6 EO-2 Wladimir Kowaljonok (K) Alexander Iwantschenkow (BI)      |                                                                                        |
| 27. Juni 1978      | Sojus 29                          | Sojus 30                          | Saljut 6 EO-2 Wladimir Kowaljonok (K) Alexander Iwantschenkow (BI)      | Saljut 6 EP-3 Pjotr Klimuk (K) Mirosław Hermaszewski (BI) – Polen                      |
| 5. Juli 1978       | Sojus 29                          | Sojus 30                          | Saljut 6 EO-2 Wladimir Kowaljonok (K) Alexander Iwantschenkow (BI)      | Saljut 6 EP-3 Pjotr Klimuk (K) Mirosław Hermaszewski (BI) – Polen                      |
| 26. August 1978    | Sojus 29                          | Sojus 31                          | Saljut 6 EO-2 Wladimir Kowaljonok (K) Alexander Iwantschenkow (BI)      | Saljut 6 EP-4 Waleri Bykowski (K) Sigmund Jähn (BI) – DDR                              |
| 3. September 1978  | Sojus 29                          | Sojus 31                          | Saljut 6 EO-2 Wladimir Kowaljonok (K) Alexander Iwantschenkow (BI)      | Saljut 6 EP-4 Waleri Bykowski (K) Sigmund Jähn (BI) – DDR                              |
| 2. November 1978   |                                   | Sojus 31                          | Saljut 6 EO-2 Wladimir Kowaljonok (K) Alexander Iwantschenkow (BI)      |                                                                                        |
| Unbesetzt          |                                   |                                   |                                                                         |                                                                                        |
| 25. Februar 1979   | Sojus 32 Kapsel landete leer      |                                   | Saljut 6 EO-3 Wladimir Ljachow (K) Waleri Rjumin (BI)                   |                                                                                        |
| 10. April 1979     | Sojus 32 Kapsel landete leer      | Sojus 33 Andockmanöver misslungen | Saljut 6 EO-3 Wladimir Ljachow (K) Waleri Rjumin (BI)                   | Nikolai Rukawischnikow (K) Georgi Iwanow (Kosmonaut) (BI) – Bulgarien                  |
| 12. April 1979     | Sojus 32 Kapsel landete leer      | Sojus 33 Andockmanöver misslungen | Saljut 6 EO-3 Wladimir Ljachow (K) Waleri Rjumin (BI)                   | Nikolai Rukawischnikow (K) Georgi Iwanow (Kosmonaut) (BI) – Bulgarien                  |
| 6. Juni 1979       | Sojus 32 Kapsel landete leer      | Sojus 34 Raumschiff startete leer | Saljut 6 EO-3 Wladimir Ljachow (K) Waleri Rjumin (BI)                   |                                                                                        |
| 13. Juni 1979      | Sojus 32 Kapsel landete leer      | Sojus 34 Raumschiff startete leer | Saljut 6 EO-3 Wladimir Ljachow (K) Waleri Rjumin (BI)                   |                                                                                        |
| 19. August 1979    |                                   | Sojus 34 Raumschiff startete leer | Saljut 6 EO-3 Wladimir Ljachow (K) Waleri Rjumin (BI)                   |                                                                                        |
| Unbesetzt          |                                   |                                   |                                                                         |                                                                                        |
| 9. April 1980      | Sojus 35                          |                                   | Saljut 6 EO-4 Leonid Popow (K) Waleri Rjumin (BI)                       |                                                                                        |
| 26. Mai 1980       | Sojus 35                          | Sojus 36                          | Saljut 6 EO-4 Leonid Popow (K) Waleri Rjumin (BI)                       | Saljut 6 EP-5 Waleri Kubassow (K) Bertalan Farkas (BI) – Ungarn                        |
| 3. Juni 1980       | Sojus 35                          | Sojus 36                          | Saljut 6 EO-4 Leonid Popow (K) Waleri Rjumin (BI)                       | Saljut 6 EP-5 Waleri Kubassow (K) Bertalan Farkas (BI) – Ungarn                        |
| 5. Juni 1980       | Sojus T-2                         | Sojus 36                          | Saljut 6 EO-4 Leonid Popow (K) Waleri Rjumin (BI)                       | Saljut 6 EP-6 Juri Malyschew (K) Wladimir Axjonow (BI)                                 |
| 9. Juni 1980       | Sojus T-2                         | Sojus 36                          | Saljut 6 EO-4 Leonid Popow (K) Waleri Rjumin (BI)                       | Saljut 6 EP-6 Juri Malyschew (K) Wladimir Axjonow (BI)                                 |
| 23. Juli 1980      | Sojus 37                          | Sojus 36                          | Saljut 6 EO-4 Leonid Popow (K) Waleri Rjumin (BI)                       | Saljut 6 EP-7 Wiktor Gorbatko (K) Phạm Tuân (BI) – Vietnam                             |
| 31. Juli 1980      | Sojus 37                          | Sojus 36                          | Saljut 6 EO-4 Leonid Popow (K) Waleri Rjumin (BI)                       | Saljut 6 EP-7 Wiktor Gorbatko (K) Phạm Tuân (BI) – Vietnam                             |
| 18. September 1980 | Sojus 37                          | Sojus 38                          | Saljut 6 EO-4 Leonid Popow (K) Waleri Rjumin (BI)                       | Saljut 6 EP-8 Juri Romanenko (K) Arnaldo Tamayo Méndez (BI) – Kuba                     |
| 26. September 1980 | Sojus 37                          | Sojus 38                          | Saljut 6 EO-4 Leonid Popow (K) Waleri Rjumin (BI)                       | Saljut 6 EP-8 Juri Romanenko (K) Arnaldo Tamayo Méndez (BI) – Kuba                     |
| 11. Oktober 1980   | Sojus 37                          |                                   | Saljut 6 EO-4 Leonid Popow (K) Waleri Rjumin (BI)                       |                                                                                        |
| Unbesetzt          |                                   |                                   |                                                                         |                                                                                        |
| 27. November 1980  | Sojus T-3                         |                                   | Saljut 6 EO-5 Leonid Kisim (K) Oleg Makarow (BI) Gennadi Strekalow (BI) |                                                                                        |
| 10. Dezember 1980  | Sojus T-3                         |                                   | Saljut 6 EO-5 Leonid Kisim (K) Oleg Makarow (BI) Gennadi Strekalow (BI) |                                                                                        |
| Unbesetzt          |                                   |                                   |                                                                         |                                                                                        |
| 12. März 1981      | Sojus T-4                         |                                   | Saljut 6 EO-6 Wladimir Kowaljonok (K) Wiktor Sawinych (BI)              |                                                                                        |
| 22. März 1981      | Sojus T-4                         | Sojus 39                          | Saljut 6 EO-6 Wladimir Kowaljonok (K) Wiktor Sawinych (BI)              | Saljut 6 EP-9 Wladimir Dschanibekow (K) Dschugderdemidiin Gurragtschaa (BI) – Mongolei |
| 30. März 1981      | Sojus T-4                         | Sojus 39                          | Saljut 6 EO-6 Wladimir Kowaljonok (K) Wiktor Sawinych (BI)              | Saljut 6 EP-9 Wladimir Dschanibekow (K) Dschugderdemidiin Gurragtschaa (BI) – Mongolei |
| 14. Mai 1981       | Sojus T-4                         | Sojus 40                          | Saljut 6 EO-6 Wladimir Kowaljonok (K) Wiktor Sawinych (BI)              | Saljut 6 EP-10 Leonid Popow (K) Dumitru Prunariu (BI) – Rumänien                       |
| 22. Mai 1981       | Sojus T-4                         | Sojus 40                          | Saljut 6 EO-6 Wladimir Kowaljonok (K) Wiktor Sawinych (BI)              | Saljut 6 EP-10 Leonid Popow (K) Dumitru Prunariu (BI) – Rumänien                       |
| 26. Mai 1981       | Sojus T-4                         |                                   | Saljut 6 EO-6 Wladimir Kowaljonok (K) Wiktor Sawinych (BI)              |                                                                                        |